# Hrvatska udruga medicinskih sestara
Hrvatska udruga medicinskih sestara (HUMS) je nacionalna neprofitna i nevladina sestrinska udruga osnovana 1929. godine, a pod današnjim nazivom poznata je od 1992. godine. Udruga trenutno djeluje kroz 43 podružnice unutar Hrvatske, 33 stručna društva te 6 povjerenstava. Financira se članarinama i donacijama za potrebe brojnih aktivnosti na području brige i organizacije cjeloživotnog obrazovanja medicinskih sestara.
Službeni časopis Hrvatske udruge medicinskih sestara je Sestrinski glasnik, stručno-znanstveni časopis koji izlazi tri puta godišnje u tiskanom i elektroničkom izdanju. Osim stručnih i znanstvenih članaka na temu sestrinske profesije, u Sestrinskom glasniku objavljuju se i izvješća, intervjui, statistički podaci, prijevodi, komentari i informacije na području sestrinstva.

## Članstva u organizacijama
Hrvatska udruga medicinskih sestara članica je Međunarodnog vijeća medicinskih sestara (ICN), Europske federacije udruga medicinskih sestara (EFN), Europskog foruma udruga medicinskih sestara primalja Svjetske zdravstvene organizacije (EFNNMA WHO), te Europskog saveza za javno zdravstvo – Mreže za okoliš (EPHA EEN). Stručna društva udruge aktivno sudjeluju te su članovi brojnih krovnih međunarodnih stručnih organizacija kao što su Europska udruga glavnih sestara (ENDA), Europsko udruženje pedijatrijskih sestara (PNAE), Europsko onkološko sestrinsko udruženje (EONS), Europska udruga za dijalizu i transplantaciju i njegu bubrežnih bolesnika (EDTNA/ERCA), Udruga medicinskih sestara medicine rada Europske unije (FOHNEU) i brojne druge.

## Vanjske poveznice
1. Hrvatska udruga medicinskih sestara - mrežne stranice
2. Hrvatska udruga medicinskih sestara - Facebook stranica